# Nissan NT500
Nissan NT500 — серія вантажівок повною масою 3,5-7,5 тонн, використовуються для внутрішньоміських, регіональних і магістральних перевезень невеликих партій вантажів. Автомобіль розроблено спільно з компанією Renault, яка виготовляє аналогічну модель Renault D-Truck. Nissan NT500 прийшов на заміну Nissan Atleon.
Nissan NT500 починаючи з осені 2013 року виготовляються в Іспанії в Авіла на заводі Nissan Motor Iberica.

## Двигун
| Двигун | Циліндри | Об'єм | Потужність                     | Крутний момент     | Норми викидів |
| ------ | -------- | ----- | ------------------------------ | ------------------ | ------------- |
| ZD30   | Р4       | 3,0 л | 110 кВт (150 к.с.) при ? об/хв | 350 Нм при ? об/хв | Євро-6        |
| ZD30   | Р4       | 3,0 л | 130 кВт (176 к.с.) при ? об/хв | 540 Нм при ? об/хв | Євро-6        |